# Декадные вулканы

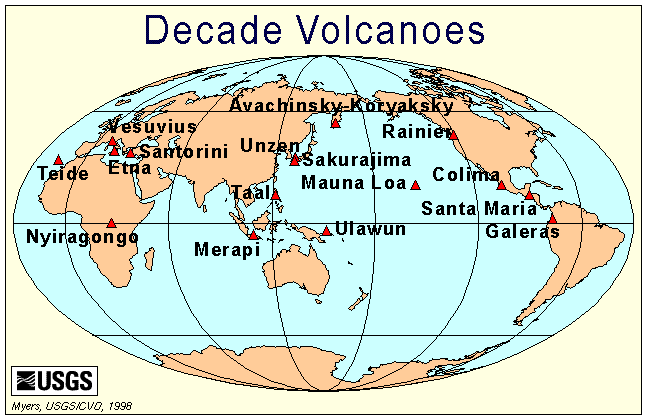
Расположение декадных вулканов

Декадные вулканы — 16 вулканов, определённых в 1996 году Международной ассоциацией вулканологии и химии недр Земли (IAVCEI) как заслуживающих особого изучения ввиду того, что они представляют потенциальную опасность для людей. Эти вулканы находятся рядом с населенными пунктами, и в их истории были зафиксированы крупные разрушительные извержения.
Проект «Декадные вулканы» поощряет исследования и мероприятия, которые повышают осведомлённость общественности об этих вулканах и об опасности, которые они представляют. Таким образом снижается вероятность того, что извержение вулкана станет неожиданным стихийным бедствием.

## Термин
«Декадными вулканами» эти вулканы были названы потому что проект был начат в 1990-х годах в рамках Международного десятилетия (декады) по уменьшению опасности стихийных бедствий, проводившегося при поддержке ООН.
Вулкан может быть обозначен как «декадный», в случаях если он:
- представляет более одной вулканической опасности. Людям, живущим около декадных вулканов, может угрожать выпадение тефры (пеплопады), пирокластические потоки, потоки лавы, лахары, а также нестабильность вулкана и разрушение вулканического купола;
- относительно недавно проявлял геологическую активность;
- расположен в густонаселённом районе, где извержение может угрожать десяткам или сотням тысяч людей;
- доступен для изучения физически и политически, то есть если местные власти поддерживают и обеспечивают исследовательскую работу вулканологов.

## Цели программы

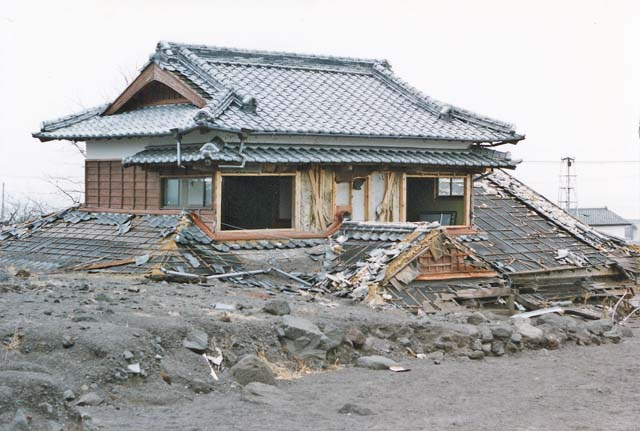
Здание, разрушенное в результате извержения вулкана Ундзэн в Японии

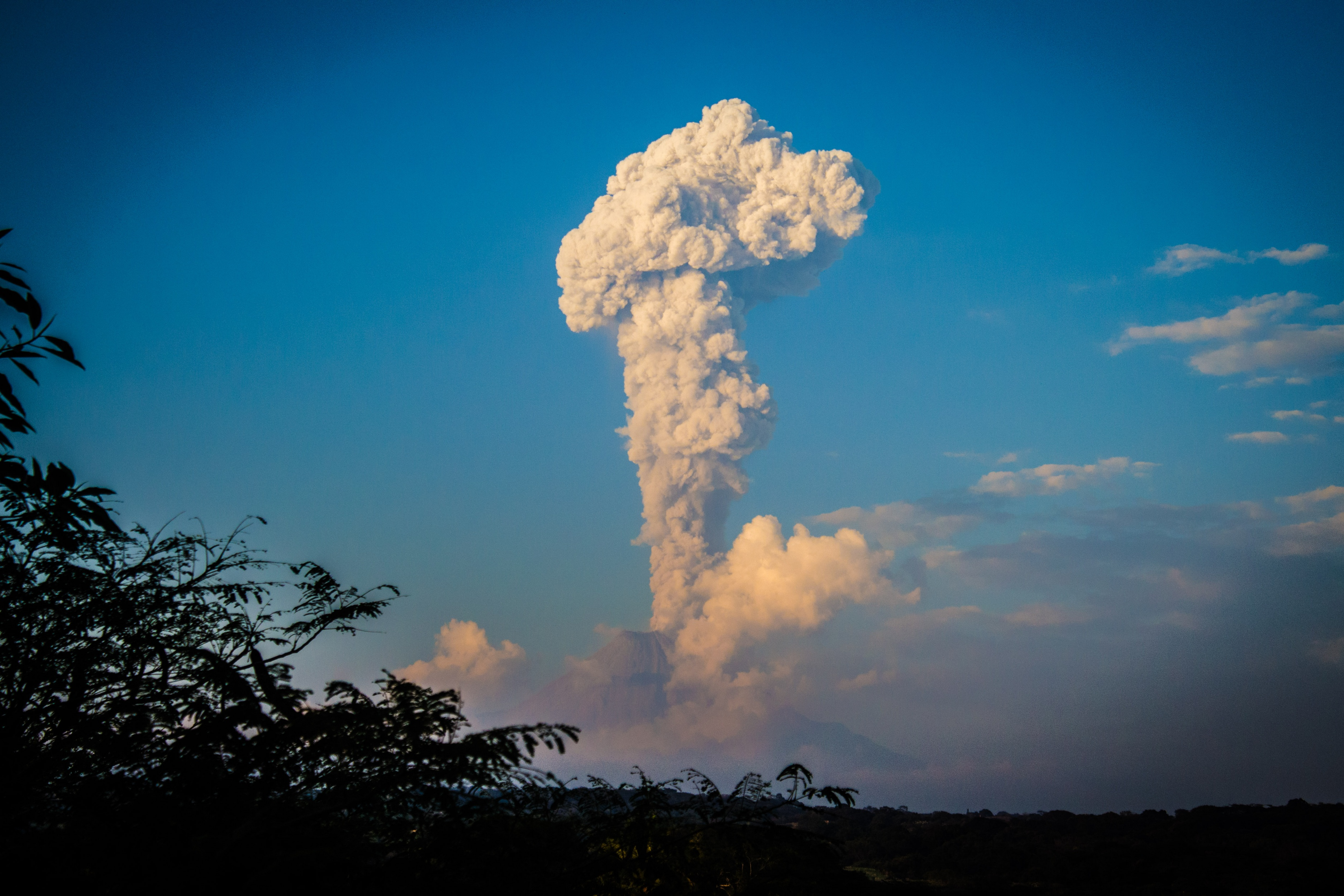
Извержение вулкана Колима, декабрь 2016

Общий подход проектов по изучению декадных вулканов состоит в проведении семинаров, выявлении достоинств и недостатков мероприятий по снижению рисков на каждом из 16 вулканов, а также предложение решений для устранения недостатков этих мероприятий. Одна из трудностей, стоящих перед организаторами, заключается в том, что им приходится обеспечивать адекватную коммуникацию вулканологов и лиц, ответственных за осуществление предложенных мероприятий. С этой целью на семинары приглашают представителей обеих групп.

## Финансирование
Надежды на то, что Организация Объединённых Наций сможет финансировать проект, не оправдалось. Поэтому вулканологи, исследующие потенциально опасные для человечества вулканы, изыскивают финансирование из различных источников. Например, мексиканские органы науки и гражданской обороны финансировали работу в Колиме, главным образом для мексиканских геологов, а также для нескольких учёных из других стран. В Мерапи были начаты крупные двусторонние франко-индонезийские и немецко-индонезийские программы. Европейский союз предоставил финансирование для многих исследований европейских вулканов.
В рамках сотрудничества между отдельными государствами производится взаимный обмен учёными и руководителями гражданской обороны, контролирующих различные декадные вулканы. Такие мероприятия проводились Филиппинами и Индонезией, а также между Мексикой, Гватемалой и Колумбией. Это способствует обмену опытом между учёными и руководителями гражданской обороны из развивающихся стран. Кроме того, в этих мероприятиях участвуют руководители гражданской обороны с практическим опытом ликвидации опасных последствий вулканических извержений.

## Достижения

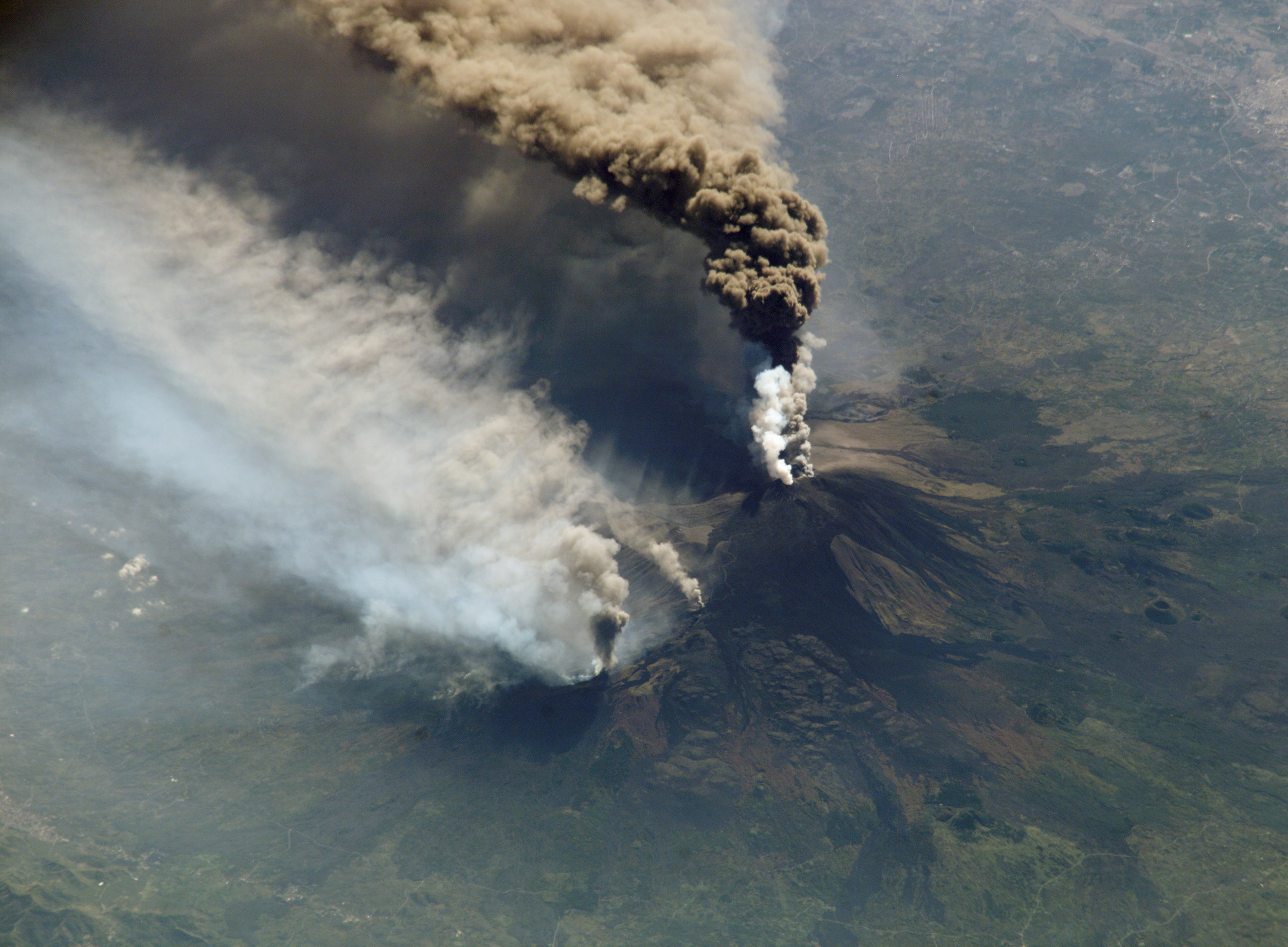
Большое извержение на горе Этна, сфотографированное с Международной космической станции

С момента своего начала программа изучения декадных вулканов достигла серьёзных успехов в прогнозировании вулканических извержений и их устранении. Одним из наиболее заметных достижений был успешный отвод лавового потока и одеяла вулкана Этна в 1992 году. Лавовый поток угрожал городу Дзафферана-Этнеа, на его пути перпендикулярно возможному течению лавы по долине было установлено несколько барьеров из больших бетонных блоков, а также было пробито отверстие в лавовой трубке, которая питала поток. Вследствие этих мер лавовый поток был задержан неподалёку от Дзаффераны-Этнеа.
Программа позволила значительно увеличить массив знаний о декадных вулканах, некоторые из которых были очень плохо изучены. История извержений вулкана Галерас была установлена более точно, а также обнаружена большая роль воды как катализатора взрывных извержений вулкана Тааль.
Благодаря программе были приняты различные меры для смягчения последствий будущих извержений. Среди них — закон, введённый в окрестностях Рейнира, требующий проведения оценки геологической опасности перед началом любых земельных работ, и ограничения на строительство жилых домов в кальдере вулкана Тааль; а также разработка плана эвакуации районов Неаполя, которые могут быть затронуты в случае извержения Везувия.
Обсерватория глубинного углерода инициировала проект контроля 9 вулканов, 2 из которых являются декадными вулканами. Проект использует инструменты многокомпонентной системы газового анализа для измерения соотношений CO2 / SO2 в режиме реального времени с высокой точностью. Это позволяет обнаруживать предразрывную дегазацию восходящих магм и делать более точные прогнозы вулканической активности.

## Проблемы
Хотя исследования на многих вулканах привели к явному снижению риска, с которым сталкиваются близлежащие населённые пункты, программа столкнулась и с трудностями. Активность вулкана Ундзэн, начавшаяся незадолго до того, как он был включен в число декадных вулканов, тщательно изучали, но, несмотря на это, вырвавшийся из него пирокластический поток привёл к смерти 43 человек, включая трёх вулканологов.
Во время конференции по исследованию декадных вулканов, происходившей в 1993 году в колумбийском городе Пасто, несколько присутствовавших на ней учёных спонтанно организовали экспедицию в кратер вулкана Галерас. Когда участники находились на вершине, Галерас начал извергаться, в результате чего погибли шесть учёных и три туриста.
Еще одной проблемой, с которой столкнулась программа, стали беспорядки в местах расположения нескольких вулканов. Гражданская война в Гватемале мешала изучению вулкана Санта-Мария вплоть до 1996 года, когда было объявлено о прекращении огня, а продолжающаяся гражданская война в Демократической Республике Конго препятствует изучению вулкана Ньирагонго. Ограниченность ресурсов для исследований вулканов привела к появлению конкурирующих вулканологических программ.

## Некоторые декадные вулканы

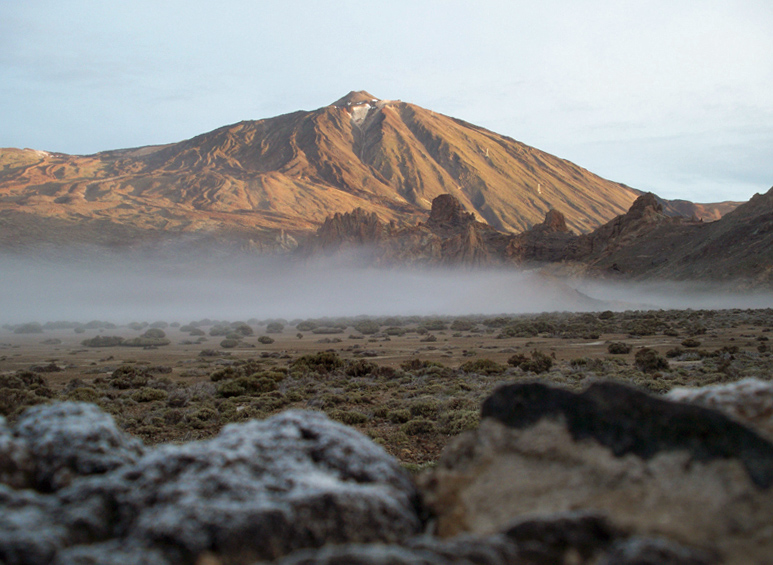
Тейде, Тенерифе (Испания)

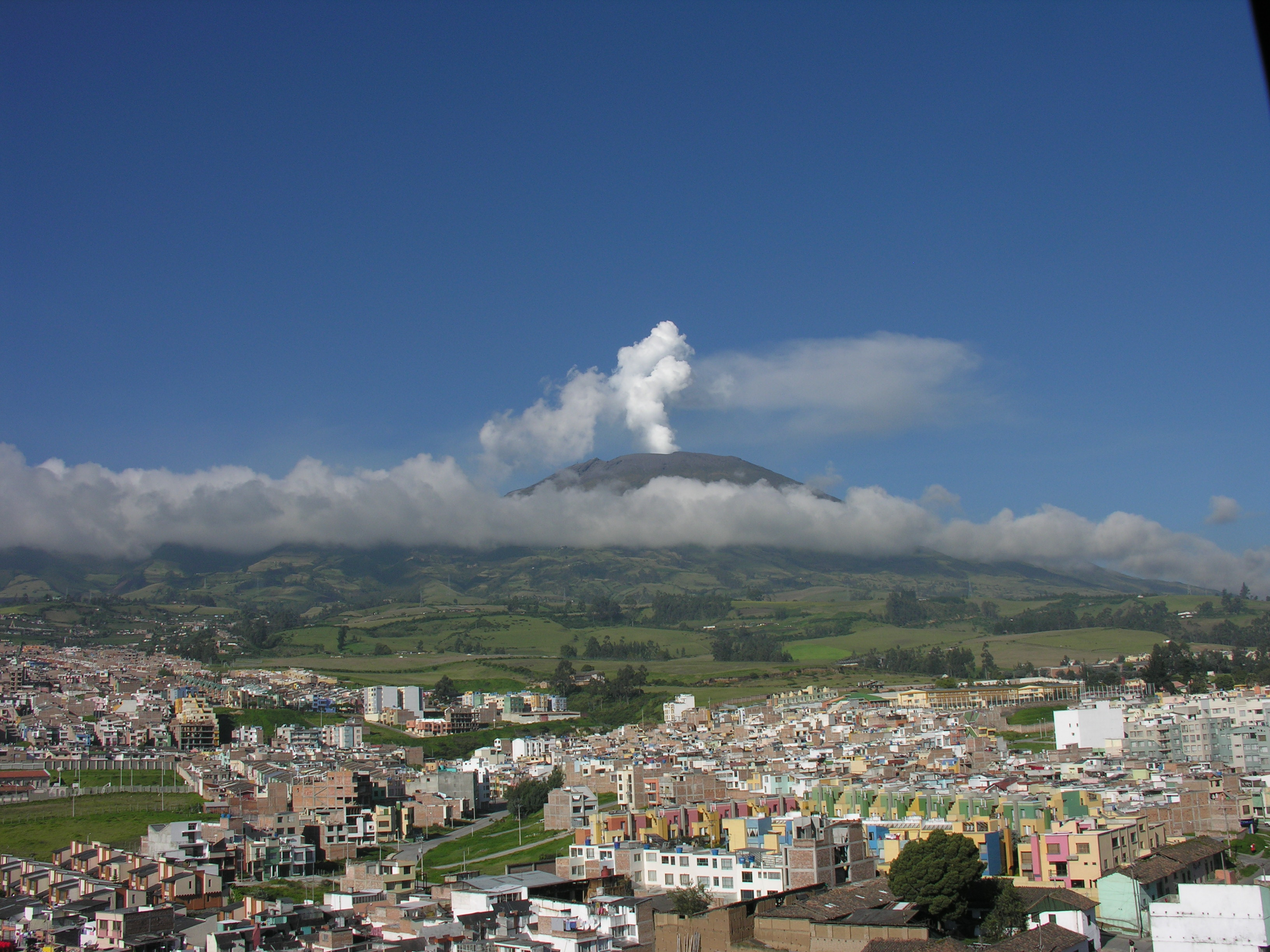
Галерас, Нариньо (Колумбия)

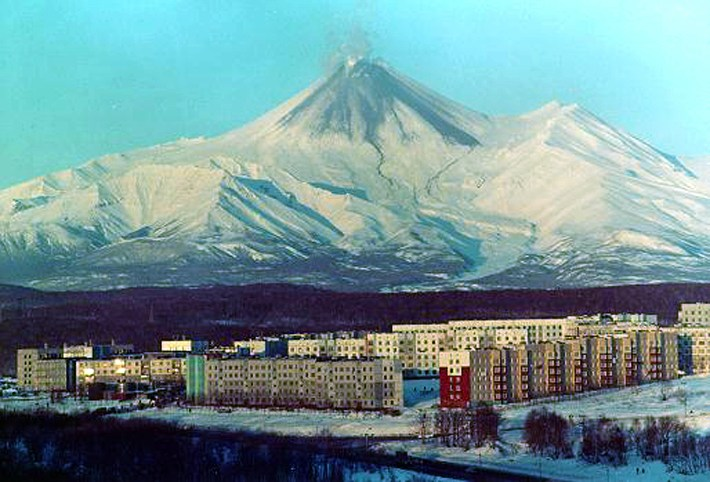
Авачинский вулкан, Камчатский край (Россия)

16 декадных вулканов:
| Вулкан                 | Область, край                                      | Страна                           |
| ---------------------- | -------------------------------------------------- | -------------------------------- |
| Авачинский — Корякский | Камчатский край                                    | Россия                           |
| Колима                 | Халиско                                            | Мексика                          |
| Галерас                | Нариньо                                            | Колумбия                         |
| Мауна-Лоа              | Гавайи                                             | США                              |
| Этна                   | Сицилия                                            | Италия                           |
| Мерапи                 | Центральная Ява                                    | Индонезия                        |
| Ньирагонго             | Северная Киву                                      | Демократическая Республика Конго |
| Рейнир                 | Вашингтон                                          | США                              |
| Везувий                | Кампанья                                           | Италия                           |
| Ундзэн                 | Нагасаки / Кумамото                                | Япония                           |
| Сакурадзима            | Кагосима                                           | Япония                           |
| Санта Мария            | Кесальтенанго                                      | Гватемала                        |
| Санторини              | Южные Эгейские острова                             | Греция                           |
| Тааль                  | Калабарсон                                         | Филиппины                        |
| Тейде                  | Канарские острова                                  | Испания                          |
| Улавун                 | Восточная Новая Британия / Западная Новая Британия | Папуа — Новая Гвинея             |